# Nowhere Man (brano musicale)
Nowhere Man è un brano musicale del gruppo britannico The Beatles, pubblicato originariamente nell'album Rubber Soul del 1965 e immesso sul mercato come singolo dall'etichetta discografica statunitense Capitol Records il 21 febbraio dell'anno successivo.

## La canzone
È la quarta canzone di John Lennon a parlare di sé: le precedenti erano state I'll Cry Instead, I'm a Loser e Help!, apparse rispettivamente su A Hard Day's Night, Beatles for Sale e sull'omonimo album. Lennon scrisse la canzone a Weybridge, nella sua casa. Aveva passato la notte a tentare di scrivere un nuovo brano per l'album, ma aveva fallito ed era andato a letto. Allora iniziò a pensare come un "uomo inesistente". Nacque contemporaneamente sia il testo che la musica. Nowhere Man, assieme a In My Life (entrambe registrate negli stessi giorni), costituisce il primo tentativo originale dei Beatles di comporre un brano uscendo dalle consuete tematiche sentimentali. Il ritornello, ripetuto tre volte, è ispirato al ritornello di I Feel Fine.

### Registrazione
I primi due nastri della canzone sono stati registrati il 21 ottobre 1965; l'indomani, il brano ha avuto un rifacimento per un totale complessivo di cinque nastri. Il migliore è stato considerato il quarto, sul quale sono state svolte alcune sovraincisioni. Risultano pregevoli la parte di basso e l'assolo di chitarra solista.

### Pubblicazione
In Inghilterra è apparso sull'album Rubber Soul e in seguito sull'EP Nowhere Man. Quest'ultimo ha avuto una posizione relativamente bassa in classifica, arrivato al quarto posto. È stato l'ultimo EP dei Beatles di brani già pubblicati, prima del loro scioglimento. In molti stati è stato pubblicato come singolo, con What Goes On come lato B. In Canada è arrivato al primo posto, negli USA e in Germania terzo e in Austria ottavo. È stata l'unica canzone, oltre a If I Needed Someone, di Rubber Soul ad apparire nei live della band.

## Formazione
- John Lennon: voce, chitarra acustica ritmica, chitarra solista
- Paul McCartney: cori, basso elettrico
- George Harrison: cori, chitarra solista
- Ringo Starr: batteria